# Provincia di Mostaganem
La provincia di Mostaganem (in arabo ولاية مستغانم) è una delle 58 province (wilaya) dell'Algeria. Prende il nome dal capoluogo Mostaganem. Altre città importanti della provincia sono Aïn Nouïssy, Aïn Tedles e Tazgait.

## Popolazione
La provincia conta 737.118 abitanti, di cui 370.018 di genere maschile e 367.100 di genere femminile, con un tasso di crescita dal 1998 al 2008 dell'1.6%.

## Amministrazione
La Provincia di Mostaganem  è suddivisa in 10 distretti, a loro volta suddivisi in 32 comuni.

1. Distretto di Achaacha•
2. Distretto di Aïn Nouïssy•
3. Distretto di Aïn Tadles•
4. Distretto di Bouguirat•
5. Distretto di Hassi Mameche•
6. Distretto di Khiredine•
7. Distretto di Mesra•
8. Distretto di Mostaganem•
9. Distretto di Sidi Ali•
10. Distretto di Sidi Lakhdar

| Distretti     | Comuni                                            |
| ------------- | ------------------------------------------------- |
| Achaacha      | Achaacha · Khadra · Nekmaria · Ouled Boughalem    |
| Aïn Nouïssy   | Aïn Nouïssy · El Hassaine · Fornaka               |
| Aïn Tedles    | Aïn Tedles · Sour · Sidi Belattar · Oued El Kheir |
| Bouguirat     | Bouguirat · Safsaf · Sirat · Souaflia             |
| Hassi Mameche | Hassi Mameche · Mazagran · Stidia                 |
| Kheireddine   | Kheireddine · Aïn Boudinar · Sayada               |
| Mesra         | Mesra · Aïn Sidi Cherif · Mansoura · Touahria     |
| Mostaganem    | Mostaganem                                        |
| Sidi Ali      | Sidi Ali · Ouled Maallah · Tazgait                |
| Sidi Lakhdar  | Sidi Lakhdar · Hadjadj · Abdelmalek Ramdane       |